# Lycostomus similis
Lycostomus similis is een keversoort uit de familie netschildkevers (Lycidae). De wetenschappelijke naam van de soort werd in 1831 gepubliceerd door Frederick William Hope.